# جه‌جونگ‌وون (مجموعه تلویزیونی)
جه‌جونگ‌وون (کره‌ای: 제중원) یک مجموعه تلویزیونی کره جنوبی سال ۲۰۱۰ در مورد اولین بیمارستان مدرن غربی در پادشاهی چوسان است. این بیمارستان در سال ۱۸۸۵ میلادی تأسیس شد و شروع به پذیرش تعداد کمی دانشجو برای آموزش پزشکی غربی کرد. در این مجموعه پارک یونگ وو، هان هه جین و یون جونگ هون ایفای نقش کردند و از ۴ ژانویه تا ۴ مه ۲۰۱۰، روزهای دوشنبه و سه‌شنبه ساعت ۲۱:۵۵ (کی‌اس‌تی) از اس‌بی‌اس برای ۳۶ قسمت پخش شد.